# Epsilon vechti
Epsilon vechti är en stekelart som beskrevs av Giordani Soika 1995. Epsilon vechti ingår i släktet Epsilon och familjen Eumenidae. Inga underarter finns listade i Catalogue of Life.